# Agrochola fusconervosa
Agrochola fusconervosa là một loài bướm đêm trong họ Noctuidae.